# Katsuhiro Suzuki
Katsuhiro Suzuki (鈴木 勝大 Suzuki Katsuhiro?, nacido el 26 de noviembre de 1977 en Kanagawa) es un exfutbolista japonés. Jugaba de centrocampista y su último club fue el Rosso Kumamoto de Japón.

## Trayectoria

### Clubes
| Club            | País  | Año         |
| --------------- | ----- | ----------- |
| Avispa Fukuoka  | Japón | 2000        |
| Sagan Tosu      | Japón | 2001 - 2004 |
| Volca Kagoshima | Japón | 2004        |
| Rosso Kumamoto  | Japón | 2005 - 2006 |